# Adolphe Silbert
Adolphe Silbert (Lemberg, 8 mars 1861 - Paris, 15 janvier 1941) est un joueur d'échecs français et violoniste professionnel qui fut au tournant des XIXe siècle et XXe siècle, un joueur réputé du café de la Régence. Il remporta le premier Championnat de France d'échecs (« championnat de France des amateurs d'échecs ») organisé en 1903 à Arcachon.
Faisant preuve une longévité remarquable, il termine deuxième derrière Maurice Raizman du championnat de France en 1925 et participe également à celui de 1932.